# Untersee (Brühl)
Der Untersee ist ein künstlich angelegtes Gewässer in Brühl, einer Stadt im Rhein-Erft-Kreis in Nordrhein-Westfalen. Er ist Teil der durch den Abbau von Braunkohle entstandenen Villeseen des Naturparks Rheinland.

## Lage
Der See ist Teil einer Seenkette der Ville, bestehend aus dem rund sechs bis acht Meter höher gelegenen Obersee im Südwesten, dem rund drei bis vier Meter höher gelegenen Mittelsee und dem Untersee. Sie liegt im Südosten der Gemarkung von Brühl und im westlichen Bereich der Gemarkung von Erftstadt. Die Seenkette ist von weiteren Gewässern umgeben. Dies sind im Nordwesten der Franziskussee, im Nordosten der Schluchtsee, im Südosten der Entenweiher und im Süden der Donatussee.

## Geschichte
In der Region wurde vom Ende des 19. bis zur Mitte des 20. Jahrhunderts Braunkohle abgebaut. Ab 1925 begannen Maßnahmen, die Flächen zu rekultivieren. Die vorhandenen Tagebaulöcher füllten sich mit Grundwasser und wurden ihrer weiteren Entwicklung weitgehend überlassen. Auf diese Art und Weise entstand 1965 im Südrevier der Untersee. Er wurde 1972 als Landschaftsschutzgebiet ausgewiesen und ist seit 2003 Teil des FFH- und Naturschutzgebiets Ober-, Mittel- und Untersee in der Ville-Seenkette. Im Nordosten und Südosten befinden sich Altlasten in Form von Abraum, Braunkohleasche sowie phosphathaltigen Rückständen.

## Fauna und Flora
Durch die Rekultivierung sank der von außen zugeführte Nährstoffeintrag und begünstigte die Artenvielfalt. Bei der Aufforstung verwendeten Förster insbesondere Buchen, Kiefern, Roteichen und Lärchen. Hinzu kamen Pappeln und Erlen, die nach und nach in Laubmischwälder umgewandelt werden. Ein Teil der Fläche ist als Naturwaldreservat besonders geschützt.
Die Luft wird insbesondere vom Mittelspecht, dem Schwarzspecht und dem Kormoran bevölkert. In den Uferzonen wurden über 32 Libellen nachgewiesen, darunter der Frühe Schilfjäger, die Gemeine Winterlibelle, der Große Schillerfalter, die Keilfleck-Mosaikjungfer, die Kleine Königslibelle, der Spitzenfleck und die Zierliche Moosjungfer. In dem Gebiet leben weiterhin das Blässhuhn, der Haubentaucher, die Reiherente, die Tafelente, die Teich- und Wasserralle sowie der Zwergtaucher.
Im Wasser leben Aale, Echte Barsche, Brachse, der Hecht, die Regenbogenforelle, das Rotauge und die Rotfeder, die Schleie und der Zander.
Eine Besonderheit stellt das Vorkommen der Armleuchteralgen dar. Darüber hinaus wachsen auf dem See die Teich- und Seerose und an Land der Echte Steinsame sowie der Zwiebeltragende Zahnwurz.

## Nutzung
Der See ist nicht als Badegewässer ausgewiesen. Das Angeln ist mit Angelkarte erlaubt. Um das Gewässer führt ein ausgebautes Netz an Wanderwegen. Das Landesamt für Natur, Umwelt und Verbraucherschutz Nordrhein-Westfalen regt an, die vorhandenen Angelstege am See zurückzubauen, da sie aus Sicht der Behörde eine Beeinträchtigung der Vegetation darstellen.